# Liste der Landschaftsschutzgebiete in Düsseldorf
Die Liste der Landschaftsschutzgebiete in Düsseldorf enthält die Landschaftsschutzgebiete der kreisfreien Stadt Düsseldorf in Nordrhein-Westfalen.

## Liste
| Bild           | Nummer       | Bezeichnung des Gebietes   | Fläche in Hektar | WDPA-ID | Koordinaten | Datum der Verordnung |
| -------------- | ------------ | -------------------------- | ---------------- | ------- | ----------- | -------------------- |
| weitere Bilder | LSG-4606-102 | LSG Stadtgebiet Düsseldorf | 5471,22          |         | Position    | 1971                 |